# Cmentarz Rzymsko-Katolicki parafii św. Jana Apostoła i Ewangelisty w Gołąbkach
Cmentarz Rzymsko-Katolicki parafii św. Jana Apostoła i Ewangelisty w Gołąbkach, także Cmentarz parafialny w Gołąbkach – cmentarz znajdujący się w Jawczycach przy ulicy Wspólna Droga 25.

## Historia
Parafia pod wezwaniem Św. Jana Apostoła i Ewangelisty w Gołąbach-Grabkowie została erygowana 8 września 1945, początkowo wiernych grzebano na cmentarzu parafii w Piastowie. W 1950 został założony cmentarz parafialny zlokalizowany w Jawczycach. Po włączeniu Gołąbków w granice Warszawy kościół parafialny znalazł się na terenie Warszawy, a cmentarz pozostał na terenie gminy Ożarów Mazowiecki. 

## Pochowani
- Henryk Malecha[2] – aktor.